# Gran Premio di Svizzera 1949
Il Gran Premio di Svizzera 1949 è stato un Gran Premio di automobilismo, terza Grande prova della stagione 1949.

## Gara

### Risultati
| Pos | Nr | Pilota               | Vettura           | Giri | Tempo/Ritiro        |
| --- | -- | -------------------- | ----------------- | ---- | ------------------- |
| 1   | 30 | Alberto Ascari       | Ferrari 125       | 40   | 1h59'24"6           |
| 2   | 34 | Luigi Villoresi      | Ferrari 125       | 40   | +56"6               |
| 3   | 18 | Raymond Sommer       | Talbot-Lago T26C  | 40   | +1'06"7             |
| 4   | 8  | Philippe Étancelin   | Talbot-Lago T26C  | 40   | +1'43"3             |
| 5   | 22 | Prince Bira          | Maserati 4CLT/48  | 40   | +2'06"7             |
| 6   | 16 | Louis Rosier         | Talbot-Lago T26C  | 40   | +2'28"3             |
| 7   | 46 | Toulo de Graffenried | Maserati 4CLT/48  | 39   | +1 giro             |
| 8   | 28 | Reg Parnell          | Maserati 4CLT/48  | 39   | +1 giro             |
| 9   | 36 | Peter Whitehead      | Ferrari 125       | 39   | +1 giro             |
| 10  | 14 | Pierre Levegh        | Talbot-Lago T26C  | 38   | +2 giri             |
| 11  | 50 | Fred Ashmore         | Maserati 4CLT/48  | 38   | +2 giri             |
| 12  | 12 | Georges Grignard     | Talbot-Lago T26C  | 38   | +2 giri             |
| 13  | 2  | Johnny Claes         | Talbot-Lago T26C  | 38   | +2 giri             |
| 14  | 38 | Toni Branca          | Maserati 4CL      | 37   | +3 giri             |
| 15  | 44 | Rudi Fischer         | Simca-Gordini T11 | 36   | +4 giri             |
| 16  | 48 | Harry Schell         | Talbot-Lago T26C  | 34   | +6 giri             |
| 17  | 42 | Alfred Dattner       | Simca-Gordini T11 | 31   | +9 giri             |
| Rit | 20 | Giuseppe Farina      | Maserati 4CLT/48  | 13   | Pressione dell'olio |
| Rit | 24 | Frank Séchehaye      | Maserati 4CL      | 10   | Cambio              |
| Rit | 26 | Clemente Biondetti   | Talbot-Lago 700   | 2    | Freni               |